# Dubiaranea gilva
Dubiaranea gilva là một loài nhện trong họ Linyphiidae. Loài này được phát hiện ở Colombia.